# Torneio Hubert Jerzeg Wagner de Voleibol de 2010
O 8º Torneio Hubert Jerzeg Wagner de Voleibol foi realizado no ano de 2010 em Bydgoszcz, Polônia.

## Tabela Final
| Posição | Equipe          |
| ------- | --------------- |
|         | Brasil          |
|         | Bulgária        |
|         | Polônia         |
| 4       | República Checa |

## Premiação
| Torneio Hubert Jerzeg Wagner de Voleibol de 2010 |
| ------------------------------------------------ |
| Brasil (1º título)                               |

### Individuais
| MVP (Most Valuable Player) | Murilo Endres   | Brasil |
| Melhor passe               | Dante Amaral    | Brasil |
| Melhor levantador          | Marlon Muraguti | Brasil |